# William John Kenny
William John Kenny (* 14. Oktober 1853 in Delhi, New York, USA; † 24. Oktober 1913 in Baltimore) war Bischof von Saint Augustine.

## Leben
William John Kenny studierte Katholische Theologie und Philosophie an der St. Bonaventure University in Allegany. Er empfing am 15. Januar 1879 das Sakrament der Priesterweihe für das Bistum Saint Augustine. Kenny wurde Pfarrer der Pfarrei Immaculate Conception in Jacksonville, Florida. 1889 wurde William John Kenny Generalvikar des Bistums Saint Augustine.
Am 15. März 1902 ernannte ihn Papst Leo XIII. zum Bischof von Saint Augustine. Der Erzbischof von Baltimore, James Gibbons, spendete ihm am 18. Mai desselben Jahres die Bischofsweihe; Mitkonsekratoren waren der Bischof von Savannah, Benjamin Joseph Keiley, und der Apostolische Vikar von North Carolina, Leo Michael Haid OSB.